# Redeemer
Redeemer es el tercer álbum de estudio de la banda estadounidense Norma Jean. Se lanzó el 12 de septiembre de 2006 en los Estados Unidos, y el 3 de octubre de 2006 en Canadá. También vendió más de 21 000 grabaciones en su primera semana y fue el último álbum en el cual estuvo el baterista Daniel Davison. Se filmaron videos para «Blueprints for Future Homes» y «Songs Sound Much Sadder».

## Lista de canciones
1. «A Grand Scene for a Color Film» – 3:24
2. «Blueprints for Future Homes» – 2:49  *
3. «A Small Spark vs. A Great Forest» – 5:00
4. «A Temperamental Widower» – 2:46
5. «The End of All Things Will Be Televised» – 5:11
6. «Songs Sound Much Sadder» – 3:04  *
7. «The Longest Lasting Statement» – 2:47
8. «Amnesty Please» – 4:14
9. «Like Swimming Circles» – 3:04
10. «Cemetery Like a Stage» – 4:26
11. «No Passenger : No Parasite» – 4:58

- Todas los temas fueron compuestos por Norma Jean, salvo «Songs Sound Much Sadder» compuesta por Norma Jean y Timothy McTague de Underoath.[1]

## Créditos y personal
Norma Jean
- Cory Brandan Putman - voz
- Scottie Henry - guitarra
- Chris Day - guitarra
- Jake Schultz - bajo
- Daniel Davison - batería

Músico adicional
- Matthew Putman - percusión & batería adicional

Producción
- Ross Robinson - mezcla
- Ryan Boesch - ingeniería & mezcla
- Kale Holmes - asistente de ingeniería
- Asterik Studio - dirección artística & diseño
- Shannon Crawford - obra del álbum
- Fuente:[1]